# Halina Kunicka
Halina Kunicka (tên đầy đủ: Halina Irena Kunicka-Kydryńska, sinh ngày 18 tháng 2 năm 1938 tại Lviv) là một ca sĩ người Ba Lan.
Halina Kunicka đã cho ra mắt 12 album ca nhạc. Trong đó, những bản hit nổi tiếng nhất của bà là "Orkiestry dęte", "Niech no tylko zakwitną jabłonie", và  "Lato, lato czeka".
Với những thành tựu xuất sắc trong lĩnh vực sáng tạo nghệ thuật và hoạt động văn hóa, Halina Kunicka được trao tặng nhiều biểu tượng danh giá của đất nước Ba Lan, chẳng hạn như Huân chương Polonia Restituta (2004), Huy chương đồng Huy chương Công trạng về văn hóa - Gloria Artis (2005), và Huy chương bạc Huy chương Công trạng về văn hóa - Gloria Artis (2017).

## Đĩa nhạc
Danh sách này được soạn thảo dựa trên nguồn của Katalogu Polskich Płyt Gramofonowych (KPPG):
- 1966 – Halina Kunicka
- 1967 – Panienki z bardzo dobrych domów
- 1970 – Orkiestry dęte (LP Pronit SXL 0594)
- 1971 – Ach, panie, panowie...
- 1973 – W innym lesie, w innym sadzie
- 1974 – Halina Kunicka
- 1977 – Od nocy do nocy
- 1978 – 12 godzin z życia kobiety
- 1984 – Co się stało
- 1991 – Od nocy do nocy (the best of)
- 1999 – Halina Kunicka – Platynowa kolekcja – złote przeboje
- 2000 – Upływa szybko życie
- 2002 – Złota kolekcja: Od nocy do nocy
- 2009 – Świat nie jest taki zły